# لشکرکشی‌های جانگسو به جنوب
لشکرکشی‌های جانگسو به جنوب، مجموعه عملیات و حملات نظامی بود که امپراتور جانگسو، بیستمین امپراتور گوگوریو از میانه تا پایان سده پنجم به انجام رساند، اهداف موردنظر جانگسو، پادشاهی‌های بکجه و شیلا بودند، این مجموعه نبردها در سال ۴۸۹ میلادی با پیروزی امپراتوری گوگوریو به پایان رسید. منابع تاریخی، انگیزه جانگسو به جهت تهاجم به جنوب را عهدشکنی و قتل مقام گوگوریو توسط شیلا و همکاری بکجه با وی شمالی و همچنین سیاست توسعه‌طلبانه جانگسو عنوان کرده‌اند.

## حمله به شیلا

### تهاجم نخست
در سال ۴۵۴ میلادی، امپراتور جانگسو به مرز شمالی شیلا حمله کرد، اما جزئیات بیشتری از این حمله در دست نیست. در سال ۴۶۸، گوگوریو با رهبری جانگسو و همراهی ۱۰٫۰۰۰ جنگجوی مالگال، دژ استراتژیک سیلجیک سونگ را تصرف کرد. این پیروزی، با توجه به پیمان نظامی شیلا با بکجه، به گوگوریو امکان گسترش قلمرو به مناطق شرقی شیلا و استان گانگ‌وون را داد.

### تهاجم دوم
در سال ۴۸۱ میلادی، گوگوریو به رهبری جانگسو به مرزهای شمالی شیلا حمله کرد و هفت دژ، از جمله هومیونگ، را تصرف کرد. شیلا به دلیل ضعف نظامی، از بکجه و گایا کمک گرفت. نیروهای متحد شیلا، بکجه و گایا، ارتش گوگوریو را محاصره و عقب راندند و تا رودخانه نیها تعقیب کردند. بیش از هزار سرباز گوگوریو کشته شدند و پیشروی گوگوریو موقتاً متوقف شد.

### تهاجم سوم
در سال ۴۸۹ میلادی، جانگسو با حمله به مرزهای شمالی شیلا، هفت دژ از جمله دژ هوسان را فتح کرد و قلمرو گوگوریو را تا شمال گیونگسانگ و گوایه‌یون گسترش داد. این حمله در زمانی رخ داد که نفوذ گوگوریو در گانگوون پس از جنگ سال ۴۸۱ میلادی ضعیف شده بود. شیلا نتوانست مقاومت کند و با پرداخت خراج، سال‌ها تحت نفوذ گوگوریو قرار گرفت.

## حمله به بکجه
نبرد هان سونگ نتیجه استراتژی پیچیده گوگوریو به رهبری امپراتور جانگسو بود. پیش از حمله نظامی، جانگسو راهب بودایی دوریم را به عنوان جاسوس به بکجه فرستاد. دوریم با جلب اعتماد پادشاه گون‌گه‌رو، او را به انجام پروژه‌های عمرانی پرهزینه ترغیب کرد که بکجه را تضعیف کرد. این استراتژی غیرنظامی، همراه با برتری اطلاعاتی، زمینه‌ساز حمله نظامی شد. در سال ۴۷۵ میلادی، جانگسو با ۳۰٫۰۰۰ سرباز به بکجه حمله کرد و در هفت روز «بوک سونگ (دژ شمالی)» را تصرف کرد و سپس «نام سونگ (دژ جنوبی)» را فتح کرد. پادشاه گون‌گه‌رو که تلاش کرد با فرستادن مونجو به شیلا برای درخواست کمک و پیشنهاد حمله مشترک به وِی شمالی مقاومت کند، ناکام ماند. شیلا ۱۰٫۰۰۰ نیرو فرستاد، اما دیر رسید. گه‌رو در نهایت دستگیر و در دژ آچاسان اعدام شد. ژنرال‌های گوگوریو، جه‌جونگ گه‌لرو و گوی مانیون، که از بکجه به گوگوریو پناهنده شده بودند، او را کشتند. این نشان‌دهنده نقش درگیری‌های داخلی بکجه در سقوط آن و برتری استراتژیک جانگسو است.

## تصویرسازی‌ مدرن
- مجموعه تلوزیونی «سوبکهیانگ دختر امپراتور» درسال ۲۰۱۳ در شبکه ام‌بی‌سی